# Čeboksarsko umjetno jezero
Čeboksarsko umjetno jezero (rus. Чебоксарское водохранилище) je akumulacijski bazen rijeke Volge u Rusiji. Ono pripada u takozvanu Volga-Kama kaskadu.
Umjetno jezero proteže se srednjim tokom rijeke Volge oko 100 km iznad Novočeboksarska. Čeboksarsko umjetno jezero ima površinu od 2190 km2 i obujam vodene mase od 13,8 milijarda prostornih metara, dugo je 341 km s najvećom širinom od 16 km i s najvećom dubinom od 35 m. Površina slivnog područja je 604.000 km2.
U njega se ulijevaju rijeke Vetluga, Kerženec sa sjeverne i Sura s južne strane. Formirano je branom hidroelektrane izgrađene 1980. godine. Punjeno je od 1980. do 1982. godine.
Veći grad na obali Čeboksarskog umjetnog jezera osim Čeboksarija, glavnog grada Čuvašije, je Kozmodemjansk u Marij Elu.
Preko brane prelazi autoput A 119 „Vjatka“ od Čeboksarija do Kirova.

## Vanjske poveznice
|  | Zajednički poslužitelj ima još gradiva o temi Čeboksarsko umjetno jezero |